# Delta neutralny
W finansach portfel zawierający opcje jest delta neutralny wtedy gdy zrównoważone są pozycje z dodatnią i ujemną deltą, czyli suma delt równa się zero, co oznacza że zmiana ceny instrumentu bazowego nie wpłynie na wycenę portfela. Zarządzanie portfelem w celu uzyskania portfela delta neutralnego i utrzymywaniu delty jak najbliżej zera nazywa się delta hedging.

## Przykład
Posiadamy (zajmowana jest Pozycja długa) 3 opcje kupna na WIG20 z ceną wykonania 3000 i deltą równą 0,4 oraz 2 opcje sprzedaży z ceną wykonania 3000 i deltą -0,6. Tak skonstruowany portfel jest delta neutralny: 3 * 0,4 + 2 * -0,6 = 0. W ciągu najbliższych dni indeks wzrósł znacznie, w wyniku czego wartość delty dla opcji kupna wynosi teraz 0,60 a dla opcji sprzedaży -0,40. Obecnie delta portfela wynosi: 3*0,6+2*-0,4=1,8-0,8=1. Aby nasz portfel znowu był delta neutralny należy sprzedać jedną opcję kupna] i nabyć jedną opcję sprzedaży. Po tych zmianach nasz portfel zawiera: 2 opcje kupna i 3 opcje sprzedaży, a delta portfela wynosi 2*0,6 + 3*-0,4= 0.